# Luigi Fontanella
Luigi Augusto Fontanella (Salerno, 20 settembre 1943) è un poeta, critico letterario, scrittore, drammaturgo e traduttore italiano.

## Biografia
Allievo di Giacomo Debenedetti, si è laureato in Lettere all'Università La Sapienza di Roma, e si è perfezionato ad Harvard conseguendo il Ph.D. in Lingue e letterature romanze. Ha insegnato lingua e letteratura italiana alla Columbia University, Wellesley College, e all'Università di Princeton, dove dal 1976 al 1978, ha ricoperto la posizione di Fulbright Fellow.
Attualmente è Professore Emerito di Lingua e Letteratura Italiana presso la State University of New York a Stony Brook . Qui ha diretto il Dipartimento di Lingue, Letterature e Cuture Europee.
È fondatore e presidente dell'IPA (Italian Poetry of America) oltre che Senior Editor, per la casa editrice Olschki, di Gradiva: An International Journal of Italian Poetry e direttore letterario della casa editrice Gradiva Publications, che ha recentemente ricevuto il Premio Nazionale per la Traduzione dal Ministero dei Beni Culturali e il Premio Catullo.
Presiede il Premio Internazionale di Poesia "Gradiva", fondato nel 2012.
Ha pubblicato numerosi articoli specialistici, diverse opere di critica letteraria, raccolte poetiche e opere di narrativa, oltre a essere autore di sceneggiature, traduzioni e lavori teatrali.
Nel 2004 è stato nominato Cavaliere dal Presidente della Repubblica Carlo Azeglio Ciampi.
Nel 2014 gli è stato assegnato il Premio Nazionale Frascati Poesia alla Carriera .
Nel 2015 gli è stato assegnato il Premio Pascoli e il Premio Viareggo-Giuria per la raccolta di poesia L'adolescenza e la notte (Passigli, 2015). 
Nel 2023 gli è stato assegnato il Premio Camaiore alla Carriera per la raccolta complessiva Dell'ultimo orizzonte (Interlinea Ed., 2023). 
Fontanella vive dividendosi tra Long Island (New York) e Firenze.

## Opere

### Critica letteraria e saggistica
- I campi magnetici (traduzione, introduzione e note di Le champs magnetiques di André Breton e Philippe Soupault), Roma, Newton Compton, 1979
- Il surrealismo italiano, Roma, Bulzoni, 1983
- (con Giorgio Di Genova), Cherubino Binelli, la «Follia» del linguaggio, Bora, 1983 ISBN 88-85638-46-5
- Tozzi in America, Roma, Bulzoni, 1986
- La parola aleatoria. Avanguardia e sperimentalismo nel Novecento italiano, Firenze, Ed. Le Lettere, 1992 ISBN 88-7166-079-X
- Il filo verde di Ugo Betti, Camerino, Ed. Mierma, 1993
- Storia di Bontempelli. Tra i sofismi della ragione e le irruzioni dell'immaginazione, Ravenna, Longo Editore, 1997 ISBN 88-8063-121-7
- (con Paolo Valesio e Mario Moroni), Dal Po al Potomac: esperienze di poesia e poetica italiana in America, 1998 ISBN 978-88-86661-30-0
- La parola transfuga: scrittori italiani espatriati in America, Firenze, Cadmo, 2003 ISBN 88-7923-282-7
- "Racconti di Murano" di Italo Svevo, Roma, Edizioni Empiria, 2004 ISBN 88-87450-47-1
- Giuseppe Berto: Thirty Years Later, Venezia, Marsilio Editore, 2009 ISBN 978-88-317-9903-4
- Paolo Volponi: L'Inedito Di New York, Torino, Nino Aragno Editore, 2012 ISBN 978-88-8419-565-4
- Migrating Words. Italian Writers in the United States, New York, Bordighera Press, 2012 ISBN 978-1-59954-041-2
- La coscienza di Zeno di Italo Svevo, Firenze, Giunti Editore, 2017 ISBN 978-88-440-4782-5
- Pasolini in New York, Translation by Michael Palma, New York: The Film Desk, 2019  ISBN 978-0-9994683-3-3.
- Raccontare la Poesia (1970-2020). Saggi, ricordi, testimonianze critiche, Bergamo: Moretti & Vitali, 2021  ISBN 978-88-7186-828-8.

### Poesia
- La verifica incerta, Roma, De Luca Editore, 1972
- La vita trasparente, Venezia, Rebellato Editore, 1978
- Simulazione di reato, Manduria, Lacaita, 1979
- Stella saturnina, Roma, Edizioni Il Ventaglio, 1989
- Parole per Emma, Salerno, Edisud, 1991
- Round Trip, Udine, Campanotto, 1991 (Premio Ragusa, 1993)
- Ceres. Poesie (1986-1992), Formia, Caramanica Editore, 1996 (Premio Orazio Caputo, 1998) ISBN 88-86261-36-5
- Terra del tempo e altri poemetti, Bologna, Book Editore, 2000 ISBN 88-7232-357-6 (Premio Circe Sabaudia, Premio Minturnae, Premio S. Andrea, Premio S. Nicola Arcella)
- Angels of Youth, Riverside, CA, Xenos Books, 2001 (tradotta in inglese da C. Lettieri e I. Marchegiani Jones) ISBN 1-879378-43-4
- Azul, Milano, Rosellina Archinto Editore, 2001 ISBN 88-7768-388-0
- L'azzurra memoria. Poesie 1970-2005, Bergamo, Moretti & Vitali, 2007 (Premio Cittå di Marineo, Premio Laurentum) ISBN 978-88-7186-339-9
- Oblivion, Milano, Rosellina Archinto Editore, 2008 ISBN 978-88-7768-501-8
- L'Angelo della neve. Poesie di viaggio, Milano, Mondadori, Almanacco dello Specchio, 2009 (Prima edizione Febbraio 2010) ISBN 978-88-04-59802-2
- Bertgang. Fantasia onirica, Bergamo, Moretti & Vitali, 2012 (Premio Prata, Premio I Murazzi) ISBN 978-88-7186-510-2
- Disunita ombra, Milano, Rosellina Archinto Editore, 2013 ISBN 978-88-7768-611-4
- L'adolescenza e la notte, Firenze, Passigli, 2015 (Premio Pascoli, Premio Giuria-Viareggio) ISBN 978-88-368-1482-4
- La morte rosa, Azzate (VA), Stampa 2009, 2015 ISBN 978-88-8336-307-8
- Lo scialle rosso. Poemetti e racconti in versi, Bergamo, Moretti & Vitali, 2017, ISBN 978-88-7186-684-0.
- Monte Stella, Poesie 2014-2019, Bagno a Ripoli (Firenze), Passigli Editori, 2020 ISBN 978-88-368-1755-9.
- Adolescence and Night, Burlington, VT, Fomite Press, 2021 ISBN 978-1-953236-02-9.
- Dell'ultimo orizzonte. Poesie scelte (1970-2021), Novara, Interlinea Ed., 2023 ISBN 978-88-6857-505-2.
- Jugend und Nacht / L'adolescenza e la notte. Gedichte (tr.Franziska Raimund), Löcker Verlag/Wien, 2024, ISBN 978-3-99098-181-8.
- O stea în seara asta / Una stella stasera (tr. in rumeno di Eliza Macadan), Bacău, Cosmopoli, 2024. ISBN 978-630-6567-78-2.
- Lo sperdimento e altro 2019-2024, Firenze, Passigli Ed., 2025. Prefazione di Sergio Givone. Postfazione di Sebastiano Aglieco. ISBN 978-88-368-2134-1.

### Narrativa e teatro
- Milestone e altre storie, Siena-Roma, Il Messapo, 1983
- Hot Dog (romanzo), Roma, Bulzoni, 1986; tr. in inglese di Justin Vitiello, Prefazione di Giose Rimanelli, Lewiston, N.Y., Ed. Soleil, 1998, ISBN 0-921831-52-8
- Controfigura, Marsilio Editore, 2009 ISBN 978-88-317-9887-7
- Il dio di New York, Passigli Editori, Bagno a Ripoli (Firenze) 2017 ISBN 978-88-368-1584-5.
- Tre passi nel desiderio. Tre Atti Unici, Torino: Neos Edizioni, 2021  ISBN 978-88-66083-9-93.
- The God of New York, (tr. by Siân E. Gibby), New York: Bordighera Press, 2022. ISBN 978-1-59954-177-8.

## Recensioni
- "Fontanella non prende formalmente partito con violenza, la sua poesia ospita momenti di narratività colloquiale, quasi prosastica, e momenti in cui c'è una tensione lirica molto forte. All'interno di questa direzione ci sono oscillazioni che a me sembrano il frutto e la testimonianza di una grande libertà interiore, anche perché l'adozione di partiti formali e di tonalità diverse indica una grande disponibilità di ascolto di se stessi. Si va da estremi di un forte tonalismo a estremi quasi atonali e questo mi piace molto; è un atteggiamento che coglie bene lo spirito con cui oggi si può lavorare sulla poesia" (Giovanni Raboni, "Paragone", nn.36-38, agosto-dicembre 2001)
- "La poesia di Fontanella sembra nascere dal bisogno di condividere la vita nella sua totalità, di porre un argine al dissiparsi rovinoso del tempo (si pensi solo a titoli come Terra del Tempo, 2000, e a Oblivion, 2008). Di qui quel senso di struggimento e di nostalgia, di costante soprassalto del cuore che pervade ogni suo libro, e che sembra particolarmente acuirsi nelle ultime raccolte, quasi un antidoto al senso di provvisorietà della vita, al fluttuare rapido dei giorni. L'uomo maturo che, ne L'adolescenza e la notte(2015), ricompone con cura amorosa le tessere di un tempo troppo lontano, montandole come in un film della memoria, sa che ogni fotogramma che giunge dal passato può essere ambiguo, se non menzognero, eppure sa anche che la vita è tutta in questo saldarsi di presente e di passato, in questo sprofondare nelle proprie origini, cogliendo il bene di ciò che è stato: solo lì, in questo sguardo remoto e stratificato, Tutto si bilancia / Tutto si disvela." (Giancarlo Pontiggia, in La poesia di Luigi Fontanella, a c. di B. Vincenzi, Cosenza, Macabor, 2018)